# Mauricio Rojas
Mauricio José Rojas Mullor, född 28 juni 1950 i Santiago, Chile, är en chilensk-svensk politiker (liberal), författare, docent i ekonomisk historia vid Lunds universitet och vid Universidad del Desarrollo (Chile). Han var ordinarie riksdagsledamot 2002–2006, samt återigen från år 2022, och statsrådsersättare i riksdagen 2006–2008. Han var ledamot av riksdagens konstitutionsutskott 2007–2008. Rojas är bosatt i Lund och har varit senior fellow vid den liberala tankesmedjan Fundacion para el Progreso (FPP)..
Från mars till augusti 2018 var han strategisk rådgivare och talskrivare åt Chiles president. I augusti 2018 utnämndes han till Chiles kulturminister i Sebastian Piñeras regering under fyra dagar innan han tvingades avgå efter utbredd kritik. Bakgrunden var att han kritiserat Historie- och människorättsmuseet i Santiago, som dokumenterar de brott som begicks under militärdiktatorn Augusto Pinochets styre 1973–1990, och kallat museet för "ett montage […] som förfalskar Chiles historia".. Rojas menade att han blev utsatt för en förtalskampanj. Också Nobelpristagaren Mario Vargas Llosa försvarade Rojas.
Rojas är författare till ett trettiotal böcker om integration, utvecklingsfrågor, politik och politisk filosofi samt svensk och latinamerikansk historia, varav flera böcker översatta till eller skrivna på andra språk. Han deltar regelbundet i chilenska TV-program och skriver i olika tidningar.

## Biografi

### Bakgrund och uppväxt
Mauricio Rojas kom till Sverige i januari 1974. I Chile säger han sig ha varit medlem i den vänsterrevolutionära organisationen Movimiento de Izquierda Revolucionaria (MIR) på slutet av 1960-talet. Hans medverkan i denna organisation finns redovisad i detalj i boken Dialogo de conversos (Konvertiternas dialog), som Rojas publicerade tillsammans med Roberto Ampuero 2015. Detta påstående förnekas av ledningen i MIR som säger det är en lögn. Under de första åren i Sverige återupptog Rojas sitt samarbete med MIR och blev medlem i MIR:s stödgrupper (Grupos de apoyo al MIR, GAM). Efter att ha bott i Sverige några år ändrade han så småningom sin politiska uppfattning och började förespråka liberala idéer.

### Studier
- Juridik vid Chiles universitet 1967–1972
- Filosofie kandidat vid Lunds universitet 1979
- Filosofie doktorsexamen i ekonomisk historia vid Lunds universitet 1986
- Docent i ekonomisk historia vid Lunds universitet 1995

## Yrkesliv
Rojas var universitetslektor vid Lunds universitet under åren 1981–1999, vice vd och vd för Timbro 2000–2004. Han var riksdagsledamot 2002–2008 och Folkpartiets talesman i integrationsfrågor 2004–2006. Under perioden 2008–2012 var Rojas rektor vid högskolan för integration och internationellt bistånd i Madrid. Från 2016 har han arbetat vid Universidad del Desarrollo (UDD, Chile) och varit senior fellow vid den liberala tankesmedjan Fundacion para el Progreso (FPP).

## Politiskt arbete i Sverige
Under några år fram till 2001 hade Rojas ett nära samarbete med Moderata samlingspartiet, men utan att vara partimedlem. Han har också varit vice verkställande direktör och verkställande direktör för tankesmedjan Timbro. I valet 2002 blev han invald i riksdagen för Folkpartiet liberalerna som "oberoende liberal", utan att vara medlem i partiet förrän sommaren 2004. Den partilösa kandidaturen orsakade viss debatt, inte minst inom Folkpartiet. Eftersom Rojas hela tiden i riksdagen har haft partibeteckningen FP och deltagit fullt ut i riksdagsgruppens arbete, var han dock inte politisk vilde i egentlig mening.
Rojas var Folkpartiets talesman i flykting- och integrationsfrågor från 2004 till oktober 2006 och gjorde då flera uppmärksammade utspel som fick honom att identifieras med den så kallade kravställande linje som Folkpartiet intog under senare delen av Lars Leijonborgs ordförandeskap och anklagas för främlingsfientlighet, vilket han tillbakavisade. Han författade olika studier av stor betydelse för den svenska integrationsdebatten, till exempel Utanförskapets karta 2004 (också 2005 och 2006), liksom underlaget till partiprogrammet 2005 i integrationsfrågor.
Han mordhotades av extremister under valkampanjen 2006, vilket ledde till att han kom att stå under ständig bevakning av Säpo. Efter valet 2006 förlorade Rojas sin riksdagsplats men sedan regeringen Reinfeldt tillträtt återkom han efter några dagar till riksdagen som ersättare för Lars Leijonborg - som blev utbildningsminister. Hösten 2008 lämnade Rojas riksdagen och Sverige med anledning av det bemötande han hade upplevt i samband med den svenska politiska debatten.
Sedan april 2019 medverkar han i Moderaternas integrationskommission.

## Åsikter
I ett flertal böcker och artiklar har Rojas belyst faktorer av betydelse för integrationsprocesser. Han har också tagit aktiv del i debatten om invandrings- och integrationspolitiken. Förutom forskning på IMER-området har Rojas arbetat med utvecklingsekonomi, välfärdsstaten och politisk filosofiska teman. Folkpartiets ungdomsförbund Liberala Ungdomsförbundet riktade negativ kritik mot Rojas uppdrag som talesman i integrationsfrågor, när de i januari 2006 krävde hans avgång. Sedan ångrade dåvarande ordförande i Liberala ungdomsförbundet vad han kallade ”mobbningen av Rojas”.
Rojas har drivit kontroversiella åsikter som ofta väckt debatt. Han förespråkade att Sverige skulle öka antalet mottagna flyktingar och parallellt ställa tydligare krav på motprestationer för rätt till vistelse i landet, rätt till socialbidrag, barnbidrag m m. Han föreslog (från omkring år 2000) ett helhetsgrepp för att bekämpa invandrarnas utanförskap, efterfrågade tydlighet om brottsligheten och pekade på de sociokulturella aspekter som kan förklara skillnaderna i brottsfrekvens mellan olika invandrargrupper. Ur arbetsmarknads- och integrationssynpunkt kan han sägas ha föregripit vissa aspekter av regeringen Reinfeldts sätt att driva ”arbetslinjen” samt dess integrationspolitiska mål.
Rojas tog också ställning för invasionen av Irak 2003. och deltog aktivt i globaliseringsdebatten, som initiativtagare till Nätverket Motattack där det förfäktades en globaliseringsvänlig hållning.

## Verk
Rojas har skrivit ett tjugotal böcker, mestadels på svenska och spanska. En fullständig lista över hans publikationer på svenska finns på LIBRIS.
De senaste åren har Rojas gett ut en serie böcker på spanska. 2019 gav han ut en intellektuell biografi över den unge Karl Marx. 2018 kom ut en essäbok om hoten mot demokratin. 2018 kom också ut 94 horas: Cronica de una infamia (94 timmar: Krönika över en infami), som är Rojas försvarstal mot de anklagelse som riktades mot honom när han blev Chiles kulturminister. 2015 gavs ut den mycket uppmärksammade boken Dialogo de conversos (Konvertiternas dialog), som Rojas skrev med Chiles utrikesminister (2018–2019) Roberto Ampuero. 2014 publicerades Conversando con Sebastián Piñera, baserad på en serie samtal med S. Piñera, Chiles president 2010–2014 och 2018-. 2013 gavs La libertad y sus enemigos (Friheten och dess fiender) ut. 2012 hade tre böcker publicerats: Lenin y el totalitarismo (Lenin och totalitarismen), Madrid, ciudad para compartir: El modelo Madrid de integración de los inmigrantes (Madrid, en stad att dela med sig: Om Madrids integrationsmodell av invandrare) och Argentina: Breve historia de un largo fracaso (Argentina: Kort historia över ett långt misslyckande). Tidigare hade han publicerat Pasión por la libertad, en utvidgad version av hans bok på svenska Frihetens flämtande flamma (Timbro 2010) som handlar om hans personlige vän Mario Vargas Llosa. Andra böcker på spanska är Diario de un reencuentro – Chile treinta años después (Santiago, El Mercurio-Aguilar 2007) och Reinvertar el Estado del Bienestar – La experiencia de Suecia (Madrid, Gota a Gota 2008 och 2010, med förord av Spaniens före detta premiärminister José María Aznar).